# Erebia ederi
Erebia ederi är en fjärilsart som beskrevs av Karl Schawerda 1922. Erebia ederi ingår i släktet Erebia och familjen praktfjärilar. Inga underarter finns listade i Catalogue of Life.